# Olympische Sommerspiele 1920/Eishockey
Das olympische Eishockeyturnier der Olympischen Sommerspiele 1920 in Antwerpen, Belgien galt lange Zeit als Demonstrationswettbewerb und gehörte somit nicht zum offiziellen olympischen Programm. Erst in jüngster Vergangenheit ist es vom IOC als offizielles Olympiaturnier anerkannt worden. Das olympische Eishockeyturnier war das erste Nationenturnier in Europa, an dem Vertretungen der USA und Kanada teilnahmen; das Turnier wurde daher – allerdings auch erst im Nachhinein – von der Internationalen Eishockey-Föderation (IIHF) zur ersten Eishockey-Weltmeisterschaft erklärt. Die Spiele fanden vom 23. bis zum 29. April 1920 im Palais de Glace statt.
Insgesamt nahmen sieben Nationalmannschaften daran teil; das Turnier wurde im Bergvall-System ausgetragen. Dabei wurde der unterlegene Finalist nicht automatisch Zweiter, sondern musste eine zusätzliche Runde mit jenen Teams bestreiten, die zuvor am Gesamtsieger gescheitert waren. Auf gleiche Weise gab es eine Runde um die Bronzemedaille. Kanada, das mit den Winnipeg Falcons das beste Amateurteam des Landes der Saison 1919/20 nach Antwerpen geschickt hatte, gewann das Turnier und holte sich seinen ersten Olympiasieg und WM-Titel. Ein Spiel bestand damals noch aus zwei Halbzeiten sowie sieben Spielern pro Mannschaft. Die Maße der Eisfläche betrugen 56 Meter in der Länge und 18 Meter in der Breite. Insgesamt nahmen 60 Spieler am Turnier teil. Erfolgreichster Torschütze des Turniers war Herbert Drury mit 14 Toren, die erfolgreichsten Schützen der siegreichen Kanadier waren Frank Fredrickson mit zwölf Toren und Haldor „Slim“ Halderson mit neun Treffern.

## Hauptrunde
Sieben Nationen starteten in das erste olympische Eishockeyturnier. Im K.-o.-System wurde der Goldmedaillengewinner ermittelt. Aufgrund der ungeraden Anzahl von Teilnehmern erhielt Frankreich ein Freilos und rückte kampflos ins Halbfinale vor.

|  | Viertelfinale    | Viertelfinale |          |    | Halbfinale | Halbfinale |  |  | Finale um die Goldmedaille | Finale um die Goldmedaille |
|  |                  |               |          |    |            |            |  |  |                            |                            |
|  | Kanada           | 15            |          |    |            |            |  |  |                            |                            |
|  | Tschechoslowakei | 0             |          |    |            |            |  |  |                            |                            |
|  | Tschechoslowakei | 0             | Kanada   | 2  |            |            |  |  |                            |                            |
|  |                  |               | Kanada   | 2  |            |            |  |  |                            |                            |
|  |                  | USA           | 0        |    |            |            |  |  |                            |                            |
|  | USA              | USA           | 0        | 29 |            |            |  |  |                            |                            |
|  | USA              |               |          | 29 |            |            |  |  |                            |                            |
|  | Schweiz          | 0             |          |    |            |            |  |  |                            |                            |
|  |                  |               | Kanada   | 12 |            |            |  |  |                            |                            |
|  |                  | Schweden      | 1        |    |            |            |  |  |                            |                            |
|  | Schweden         | 8             |          |    |            |            |  |  |                            |                            |
|  | Belgien          | 0             |          |    |            |            |  |  |                            |                            |
|  | Belgien          | 0             | Schweden | 4  |            |            |  |  |                            |                            |
|  |                  |               | Schweden | 4  |            |            |  |  |                            |                            |
|  |                  | Frankreich    | 0        |    |            |            |  |  |                            |                            |
|  | Frankreich       | Frankreich    | 0        |    |            |            |  |  |                            |                            |
|  |                  |               |          |    |            |            |  |  |                            |                            |
|  | Freilos          |               |          |    |            |            |  |  |                            |                            |

### Viertelfinale
| 23. April 1920 | Belgien | 0:8 (0:5, 0:3) | Schweden 1:0 Burman 2:0 Johansson 3:0 Burman 4:0 Lindqvist 5:0 Burman 6:0 Johansson 7:0 Molander 8:0 Lindqvist | Palais de Glace, Antwerpen |

| 24. April 1920 | USA Conroy (8 Tore) J. McCormick (7 Tore) Goheen (6 Tore) Drury (6 Tore) Fitzgerald (1 Tor) Tuck (1 Tor) | 29:0 (15:0, 14:0) | Schweiz | Palais de Glace, Antwerpen |

| 24. April 1920 | Kanada Halderson (7 Tore) Fredrickson (4 Tore) Goodman (2 Tore) Woodman (1 Tor) Johannesson (1 Tor) | 15:0 (10:0, 5:0) | Tschechoslowakei | Palais de Glace, Antwerpen |

### Halbfinale
| 25. April 1920 | Schweden 1:0 Burman 2:0 Svensson 3:0 Molander 4:0 Lindqvist | 4:0 (2:0, 2:0) | Frankreich | Palais de Glace, Antwerpen |

| 25. April 1920 | Kanada 1:0 Fredrickson 2:0 Johannesson | 2:0 (0:0, 2:0) | USA | Palais de Glace, Antwerpen |

### Finale
| 26. April 1920 22:00 Uhr | Kanada Haldor Halderson (1:15) Chris Fridfinnson (1:55) Frank Fredrickson (5:20) Frank Fredrickson (16:00) Magnus Goodman (23:47) Robert Benson (28:09) Frank Fredrickson (29:15) Frank Fredrickson (29:30) Frank Fredrickson (34:55) Haldor Halderson (36:20) Frank Fredrickson (39:02) | 12:1 (5:1, 7:0) | Schweden Einar Svensson (15:58) | Palais de Glace, Antwerpen |

## Silbermedaillen-Runde
Um die Silbermedaille spielten die drei Teams, die in der Hauptrunde von Kanada besiegt wurden. Die Tschechoslowakei erhielt ein Freilos und erreichte das Finalspiel kampflos.

|  | Halbfinale       | Halbfinale |                  |     | Finale um die Silbermedaille | Finale um die Silbermedaille |
|  |                  |            |                  |     |                              |                              |
|  |                  |            |                  |     |                              |                              |
|  | Tschechoslowakei |            |                  |     |                              |                              |
|  | Freilos          |            |                  |     |                              |                              |
|  |                  |            | Tschechoslowakei | 0   |                              |                              |
|  |                  |            |                  | USA | 16                           |                              |
|  | USA              | 7          |                  |     |                              |                              |
|  | Schweden         | 0          |                  |     |                              |                              |
|  |                  |            |                  |     |                              |                              |

| 27. April 1920 | USA Drury (4 Tore) Geran (3 Tore) | 7:0 (5:0, 2:0) | Schweden | Palais de Glace, Antwerpen |

| 28. April 1920 | USA L. McCormick (7 Tore) Drury (4 Tore) Conroy (2 Tore) J. McCormick (1 Tor) Goheen (1 Tor) Synott (1 Tor) | 16:0 (7:0, 9:0) | Tschechoslowakei | Palais de Glace, Antwerpen |

## Bronzemedaillen-Runde
Zuletzt trafen die von den USA besiegten Mannschaften aufeinander. Wiederum erhielt die Tschechoslowakei ein Freilos und rückte ins Finalspiel vor.

|  | Halbfinale       | Halbfinale |                  |          | Finale um die Bronzemedaille | Finale um die Bronzemedaille |
|  |                  |            |                  |          |                              |                              |
|  |                  |            |                  |          |                              |                              |
|  | Tschechoslowakei |            |                  |          |                              |                              |
|  | Freilos          |            |                  |          |                              |                              |
|  |                  |            | Tschechoslowakei | 1        |                              |                              |
|  |                  |            |                  | Schweden | 0                            |                              |
|  | Schweden         | 4          |                  |          |                              |                              |
|  | Schweiz          | 0          |                  |          |                              |                              |
|  |                  |            |                  |          |                              |                              |

| 28. April 1920 | Schweden 1:0 Säfwenberg 2:0 Johansson 3:0, 4:0 Arwe | 4:0 (0:0, 4:0) | Schweiz | Palais de Glace, Antwerpen |

| 29. April 1920 | Tschechoslowakei 1:0 Šroubek | 1:0 (1:0, 0:0) | Schweden | Palais de Glace, Antwerpen |

## Abschlussplatzierung

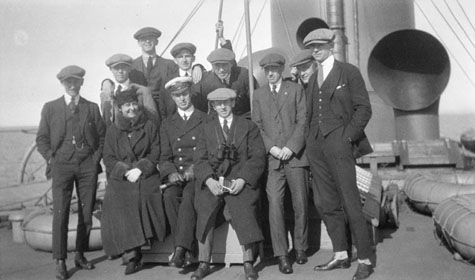
Mannschaftsfoto der siegreichen Winnipeg Falcons vor der Abfahrt nach Antwerpen

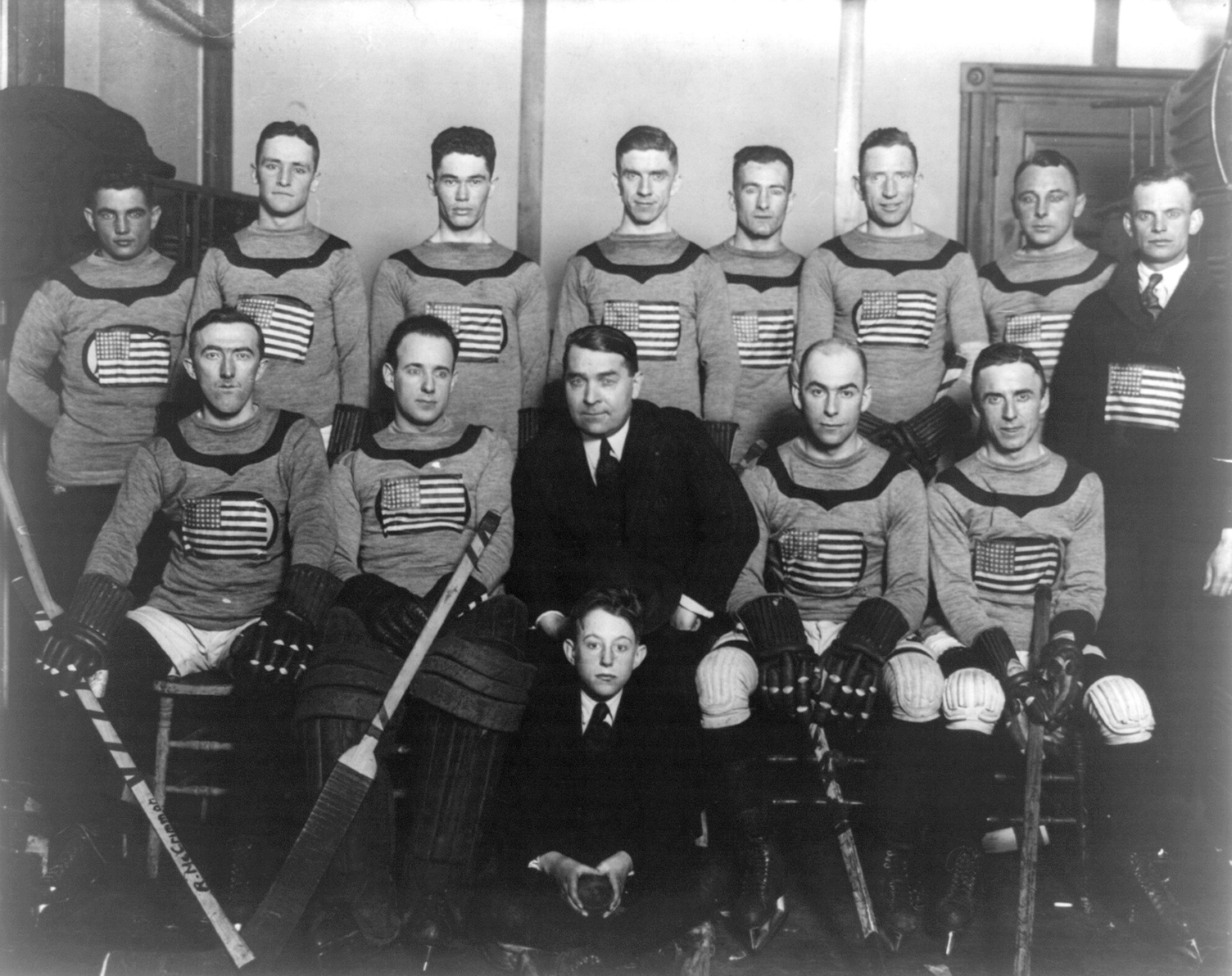
Mannschaftsfoto des Team USA

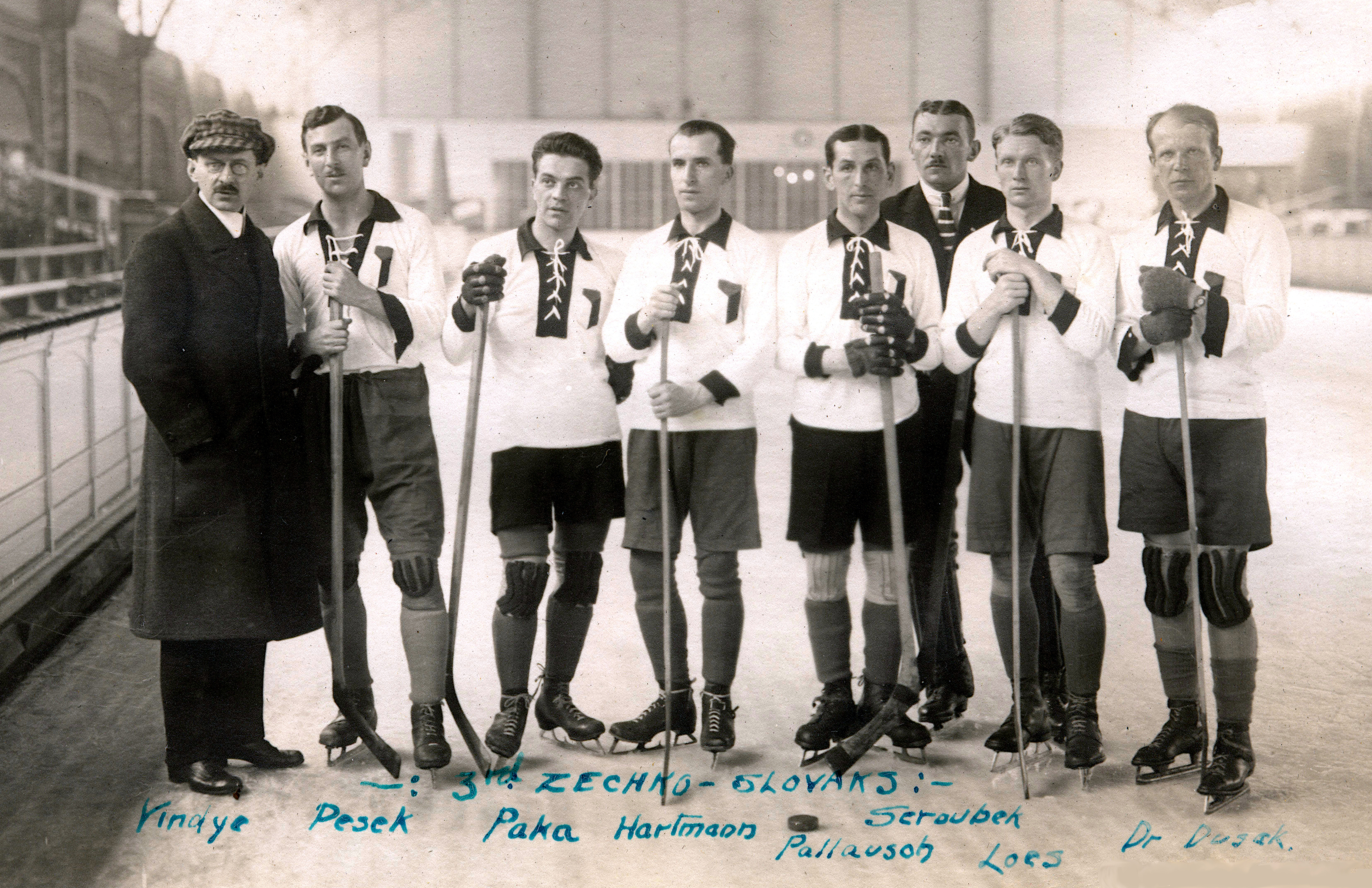
Mannschaftsfoto des tschechoslowakischen Nationalmannschaft

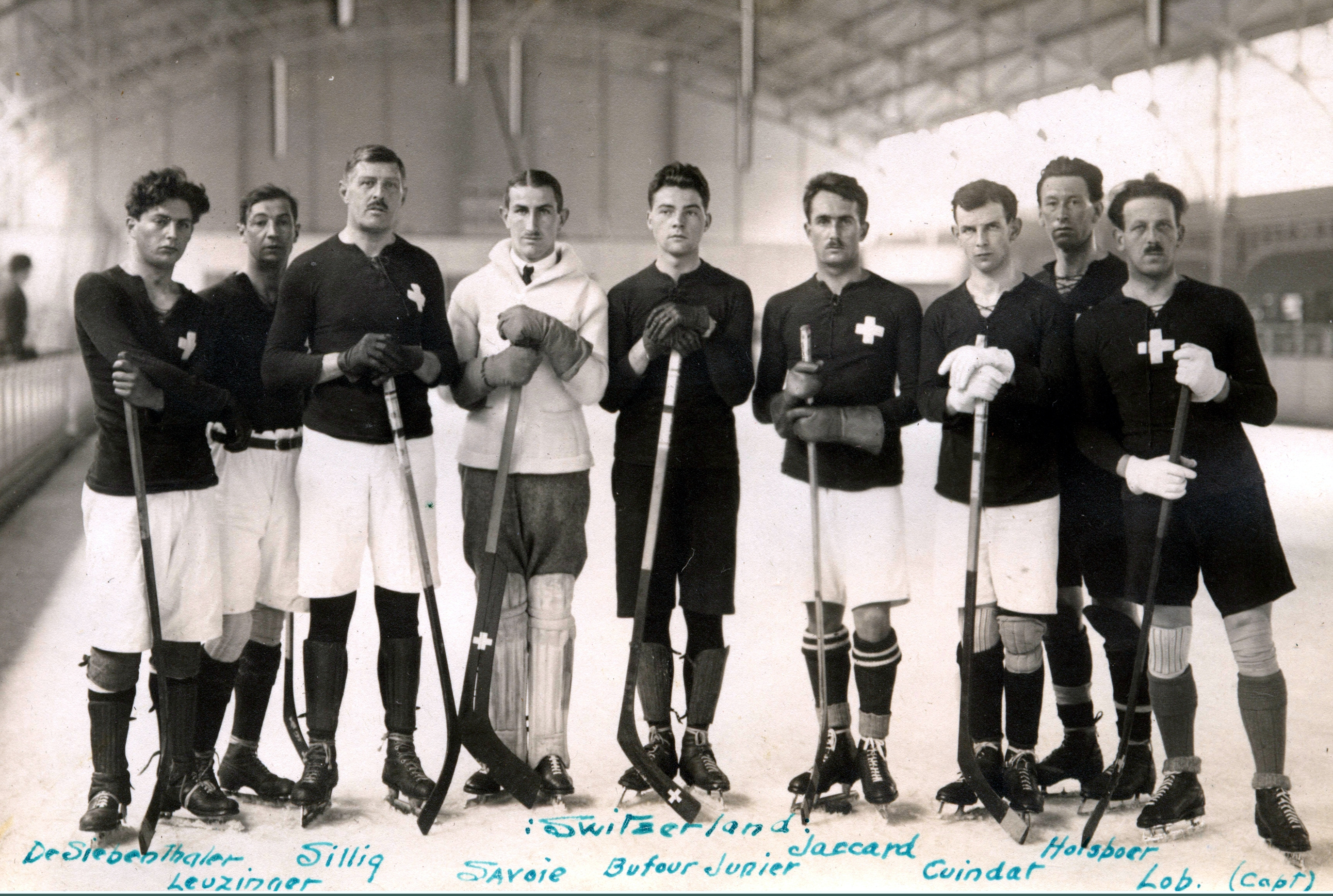
Mannschaftsfoto des Schweizer Nationalmannschaft

| Platz | Team             | Spiele | Siege | Niederl. | Tore  |
| ----- | ---------------- | ------ | ----- | -------- | ----- |
| 1.    | Kanada           | 3      | 3     | 0        | 29:01 |
| 2.    | USA              | 4      | 3     | 1        | 52:02 |
| 3.    | Tschechoslowakei | 3      | 1     | 2        | 01:31 |
| 4.    | Schweden         | 6      | 3     | 3        | 17:20 |
| 5.    | Schweiz          | 2      | 0     | 2        | 00:33 |
| 6.    | Frankreich       | 1      | 0     | 1        | 00:04 |
| 7.    | Belgien          | 1      | 0     | 1        | 00:08 |

## Topscorer
| Name               | Spiele | Tore |
| ------------------ | ------ | ---- |
| Herbert Drury      | 4      | 14   |
| Frank Fredrickson  | 3      | 12   |
| Anthony Conroy     | 4      | 10   |
| Haldor Halderson   | 3      | 9    |
| Joseph McCormick   | 3      | 8    |
| Lawrence McCormick | 1      | 7    |
| Frank Goheen       | 4      | 7    |
| Erik Burman        | 5      | 4    |

## Mannschaftskader
| Platzierung    | Mannschaft       | Spieler |
| -------------- | ---------------- | --- |
| Goldmedaille   | Kanada           | Tor: Walter Byron Feld: Robert Benson, Konrad Johannesson, Allan Woodman, Chris Fridfinnson, Frank Fredrickson, Magnus Goodman, Haldor Halderson Trainer: Gordon Sigurjonson                                     |
| Silbermedaille | USA              | Raymond Bonney, Anthony Conroy, Herbert Drury, Edward Fitzgerald, George Geran, Frank Goheen, Joseph McCormick, Lawrence McCormick, Frank Synott, Leon Tuck, Cyril Weidenborner                                  |
| Bronzemedaille | Tschechoslowakei | Tor: Karel Wälzer, Jan Peka Feld: Otakar Vindyš, Jan Palouš, Karel Hartmann, Josef Šroubek, Karel Pešek, Valentin Loos, Josef Loos1, Karel Kotrba1 1 – nominiert, aber kein Einsatz                              |
| 4.             | Schweden         | Tor: Albin Jansson, Seth Howander Abwehr: Einar Lindqvist, Einar Lundell, Einar Svensson Rover: Nils Molander Angriff: Wilhelm Arwe, Erik Burman, Georg Johansson-Brandius, Hansjacob Mattsson, David Säfwenberg |
| 5.             | Schweiz          | René Savoie – Marius Jaccard, Paul Lob – Louis Dufour – Rodolphe Cuendet, Bruno Leuzinger, Max Sillig, Walter von Siebenthal                                                                                     |
| 6.             | Frankreich       | Jacques Gaittet – Henri Couttet, Jean Chaland – Pierre Charpentier – Georges Dary, Léonhard Quaglia, Alfred de Rauch Trainer: Quigley Baxter                                                                     |
| 7.             | Belgien          | François Vergult – Philippe Van Volckxsom, Gaston Van Volxem – Paul Goeminne – Maurice Deprez, Jean-Maurice Goossens, Paul Loicq                                                                                 |